# Загайнова, Виктория Викторовна
Виктория Викторовна Загайнова (26 октября 1983) — российская спортсменка (вольная борьба). Призёр Кубка мира в команде, чемпионка России.

## Карьера
В 2000 году одержала победу на первенстве Европы среди кадетов. В 2004 году одержала победу на Гран-При Ивана Ярыгина. В 2005 году выиграла чемпионат России. В апреле 2007 году объявила, что завершила спортивную карьеру. Однако после операции на плече через 2 года в декабре 2009 снова вышла на ковёр, став финалисткой на Открытом Кубке России по женской борьбе в подмосковном Чехове

## Спортивные результаты
- Чемпионат Европы по борьбе среди юниоров 2002 — ;
- Чемпионат мира по борьбе 2002 — 8;
- Чемпионат мира по борьбе среди юниоров 2003 — 10;
- Чемпионат России по женской борьбе 2005 — ;
- Чемпионат Европы по борьбе 2005 — 5;
- Кубок мира по борьбе 2005 (команда) — ;
- Кубок мира по борьбе 2005 — 6;
- Чемпионат мира по борьбе 2005 — 18;